# Пожарский (разъезд, Приморский край)
Пожа́рский — посёлок при железнодорожном разъезде на ветке Уссурийск — Хасан в Хасанском районе Приморского края, входит в состав Безверховского сельского поселения. Основан в 1942 году.

## Этимология
Разъезд назван в честь Героя Советского Союза Ивана Алексеевича Пожарского (1905—1938), погибшего в боях у озера Хасан.

## Географическое положение
Разъезд находится на берегу реки Большая Змейка, в 5 км от её впадения в бухту Нарва Амурского залива, на расстоянии 37 км (по автодорогам) от посёлка городского типа Славянка, административного центра района, и 160 км (по автодорогам) от города Владивосток, административного центра края.

## Население
| 2002 | 2005 | 2010 |
| ---- | ---- | ---- |
| 17   | →17  | ↘12  |

## Улицы
В населённом пункте имеется одна улица — Вокзальная.

## Транспорт
Посёлок связан автомобильной дорогой длиной 10 км с трассой А189 Раздольное — Хасан.